# Imakhou
Dans l'Égypte ancienne, durant l'Ancien Empire, un imakh (pluriel : imakhou) ou en français « un Vénérable » est un homme qui bénéficie après son décès, sur ordre de pharaon, des rites funéraires de l'immortalité accédant par là à l'état de Bienheureux. Ce statut de « possesseur de tombe » (seul le pharaon accordait une concession funéraire) nécessite d'avoir exercé durant son vivant une haute fonction dans l'administration du pays, d'avoir engendré une descendance pour s'occuper du culte funéraire et de jouir d'une bonne renommée.